# Linda Stahl
Linda Stahl (Steinheim, 2 oktober 1985) is een voormalige Duitse speerwerpster. Ze werd Europees kampioene bij de neo-senioren en de senioren in deze discipline. Ze nam tweemaal deel aan de Olympische Spelen en won hierbij in totaal één bronzen medaille.

## Biografie

### Studie en maatschappelijke loopbaan
Stahl groeide op in Blomberg en studeerde sinds 2006 medicijnen, eerst in Münster en vanaf eind 2008 aan de Universiteit van Keulen. In 2014 rondde zij haar studie succesvol af en verwierf zij haar artsendiploma. Sindsdien bekwaamt zij zich als specialist in de urologie bij een kliniek in Leverkusen. 

### Eerste atletieksuccessen
Al vanaf jonge leeftijd blonk Stahl uit in sport. Naast atletiek deed ze aan handbal en tennis. In haar tienerjaren besloot ze zich toe te leggen op de atletiek. Ze kwam in eerste instantie uit voor sportvereniging LG Lippe-Süd, maar stapte in 2003 over naar TSV Bayer 04 Leverkusen. Ze trainde er samen met Steffi Nerius in de groep van coach Helge Zöllkau. In het jaar erop werd ze Duits jeugdkampioene.
Haar eerste succes behaalde Stahl in 2007 door Europees kampioene te worden bij de neo-senioren. Bij de wereldkampioenschappen van 2007 in Osaka eindigde ze met een worp van 61,03 m enigszins teleurstellend op een achtste plaats, nadat zij zich in de eerste ronde met 62,80 als vierde voor de finale had gekwalificeerd.
In het olympisch jaar 2008 ging zij goed van start door reeds half januari tot een worp van 62,34 te komen, maar dat voorjaar kreeg zij last van een rugblessure, waardoor zij in de periode dat zij zich moest kwalificeren voor de Olympische Spelen in Peking er niet in slaagde om aan de kwalificatie-eis van 60,50 te voldoen. Eenmaal verlost van haar blessure kwam zij tot 66,06, een verbetering van haar PR met ruim drie meter. Toen was het echter te laat om nog aan de Spelen in Peking deel te kunnen nemen.    
In 2009 kwam Stahl op de WK in Berlijn tot een zesde plaats met een worp van 63,23. Net als in 2007 had zij het in de eerste ronde met 63,86 opnieuw beter gedaan, al was de terugval dit keer minder groot.

### Europees kampioene
Op 29 juli 2010 werd Linda Stahl tijdens de Europese kampioenschappen in Barcelona kampioene bij de senioren. Met een worp van 66,81, tevens haar persoonlijk record, eindigde ze voor haar landgenote Christina Obergföll (zilver; 65,58) en de Tsjechische Barbora Špotáková (brons; 65,36). In 2011 moest zij de WK in Daegu vanwege een blessure echter aan zich voorbij laten gaan.

### OS-resultaten
Op de Olympische Spelen van 2012 in Londen wierp ze in de kwalificatieronde 64,78 en plaatste zich hiermee in de finale. Met 64,91 behaalde ze in de finale een bronzen medaille en eindigde hiermee ditmaal achter de twee atletes die zij een jaar eerder in Barcelona nog achter zich had weten te houden: Barbora Špotáková (goud; 69,55) en Christina Obergföll (zilver; 65,16).
Op de Olympische Spelen van 2016 in Rio de Janeiro werd Stahl elfde met een beste poging van 59,71. Na afloop hiervan kondigde zij haar afscheid van de wedstrijdsport aan.

## Titels
- Europees kampioene speerwerpen - 2010
- Europees kampioene U23 speerwerpen - 2007
- Duits kampioene speerwerpen - 2013

## Persoonlijk record
| Onderdeel   | Prestatie | Datum        | Plaats    |
| ----------- | --------- | ------------ | --------- |
| speerwerpen | 66,81 m   | 29 juli 2010 | Barcelona |

## Palmares

### speerwerpen
Kampioenschappen
- 2007:  Europese Winterbeker - 55,02 m
- 2007: 8e WK - 61,03 m (in kwal. 62,80 m)
- 2007: 8e Wereldatletiekfinale - 55,62 m
- 2008: 5e Wereldatletiekfinale - 58,90 m
- 2009: 6e WK - 63,23 m (in kwal. 63,86 m)
- 2010:  EK - 66,81 m
- 2010: 4e Wereldatletiekfinale - 60,37 m
- 2011: DNS WK
- 2012:  EK - 63,69 m
- 2012:  OS - 64,91 m
- 2013:  Europese Winterbeker - 61,97 m
- 2013:  Duitse kamp. - 63,70 m
- 2013: 4e WK - 64,78 m
- 2014:  EK - 63,91 m
- 2014: 5e  IAAF Continental Cup - 60,14 m
- 2015: 10e WK - 59,88 m (in kwal. 63,52 m)
- 2016:  EK - 65,25 m
- 2016: 11e OS - 59,71 m (in kwal. 63,95 m)

Diamond League-podiumplaatsen
- 2010:  London Grand Prix - 59,60 m
- 2010:  Weltklasse Zürich - 63,30 m
- 2013:  DN Galan – 63,75 m
- 2013:  Weltklasse Zürich – 63,24 m
- 2014:  Adidas Grand Prix – 67,32 m